# Sessão Solene de Boas-Vindas da Assembleia da República
Uma Sessão Solene de Boas-Vindas pode ser realizada quando a visita de chefes de Estado estrangeiros ou líderes de organizações internacionais de que Portugal faça parte. Normalmente, realiza-se enquadrado numa visita de Estado a Portugal, à exceção da sessão solene ao Presidente da Ucrânia, Volodymyr Zelensky, a 21 de abril de 2022, que fez através de videoconferência, devido à situação de conflito provocada pela invasão da Ucrânia pela Rússia em 2022. Essas sessões contam com a intervenção do chefe de Estado estrangeiro ou líder de organizações internacionais de que Portugal faça parte e do Presidente da Assembleia da República Portuguesa.

## Convidados

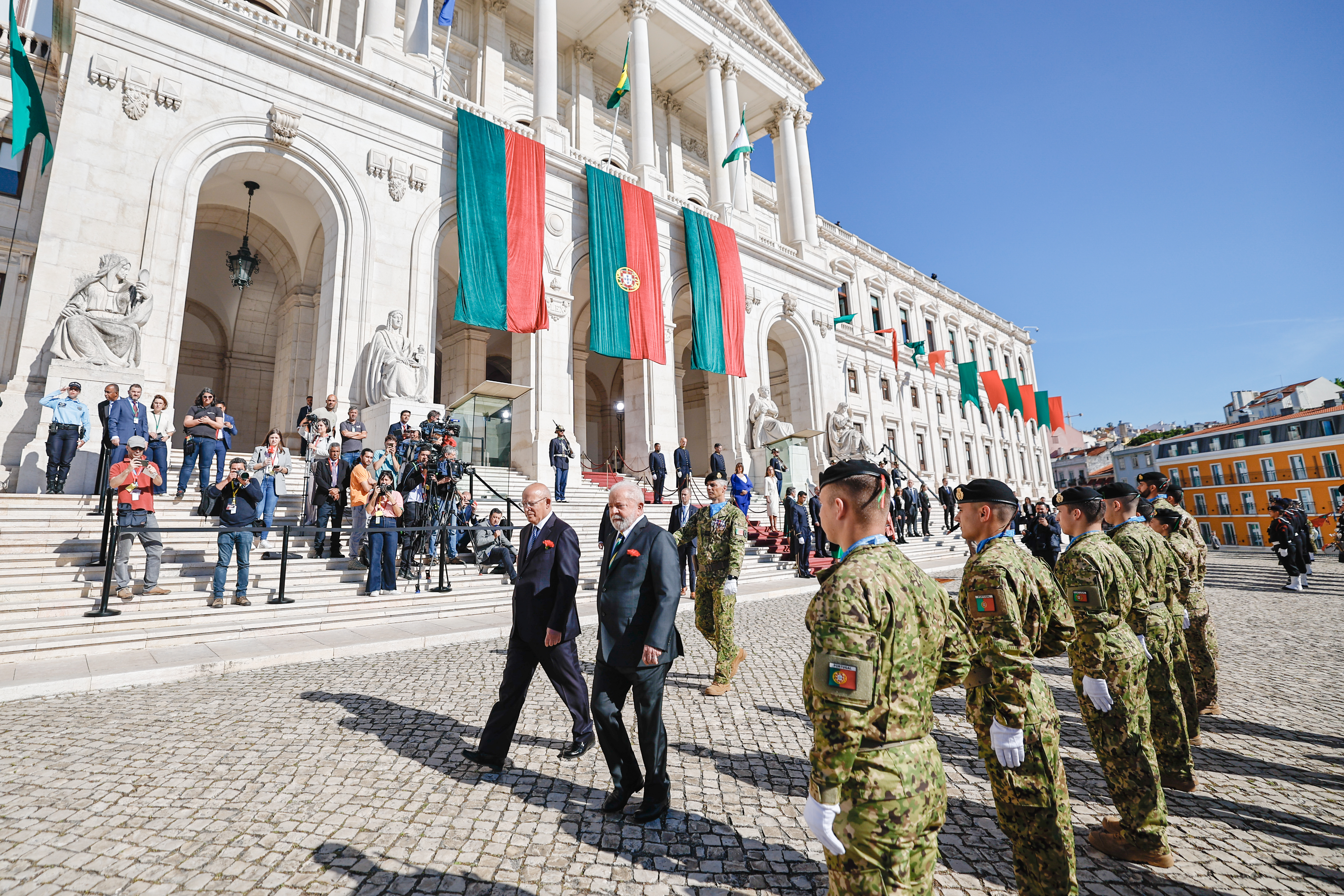
Sessão Solene de Boas-Vindas ao Presidente da República Federativa do Brasil, Luiz Inácio Lula da Silva, por ocasião da Visita de Estado a Portugal.

| Data                   | Legislatura | Interveniente                | Cargo                                                    | Notas                              | Refs.                       |
| ---------------------- | ----------- | ---------------------------- | -------------------------------------------------------- | ---------------------------------- | --------------------------- |
| 12 de dezembro de 1981 | II          | François Mitterrand          | Presidente da França                                     |                                    | [ 3 ] [ 4 ]                 |
| 1 de abril de 1982     | II          | Sergej Kraigher              | Presidente da Presidência da Jugoslávia                  |                                    | [ 5 ]                       |
| 11 de novembro de 1983 | II          | Felipe González              | Presidente do Governo da Espanha                         |                                    | [ 6 ]                       |
| 29 de janeiro de 1985  | III         | Tancredo Neves               | Presidente do Brasil                                     | Presidente-Eleito.                 | [ 7 ]                       |
| 9 de maio de 1985      | III         | Ronald Reagan                | Presidente dos Estados Unidos                            |                                    | [ 8 ] [ 9 ]                 |
| 6 de maio de 1986      | IV          | José Sarney                  | Presidente do Brasil                                     |                                    | [ 10 ]                      |
| 7 de abril de 1987     | IV          | François Mitterrand          | Presidente da França                                     |                                    | [ 11 ]                      |
| 27 de março de 1990    | V           | Richard von Weizsäcker       | Presidente da República Federal da Alemanha              |                                    | [ 12 ]                      |
| 2 de abril de 1990     | V           | Ramaswamy Venkataraman       | Presidente da Índia                                      |                                    | [ 13 ]                      |
| 23 de outubro de 1990  | V           | Fernando Collor de Mello     | Presidente do Brasil                                     |                                    | [ 14 ]                      |
| 13 de dezembro de 1990 | V           | Václav Havel                 | Presidente da Checoslováquia                             |                                    | [ 15 ]                      |
| 12 de novembro de 1991 | VI          | António Mascarenhas Monteiro | Presidente de Cabo Verde                                 |                                    | [ 16 ]                      |
| 9 de abril de 1992     | VI          | Hosni Mubarak                | Presidente do Egito                                      |                                    | [ 17 ]                      |
| 12 de maio de 1993     | VI          | Lech Wałęsa                  | Presidente da Polónia                                    |                                    | [ 18 ]                      |
| 11 de outubro de 1993  | VI          | Thomas Klestil               | Presidente da Áustria                                    |                                    | [ 19 ]                      |
| 15 de dezembro de 1994 | VI          | Süleyman Demirel             | Presidente da Turquia                                    |                                    | [ 20 ]                      |
| 20 de julho de 1995    | VI          | Fernando Henrique Cardoso    | Presidente do Brasil                                     |                                    | [ 21 ]                      |
| 4 de fevereiro de 1999 | VII         | Jacques Chirac               | Presidente da França                                     |                                    | [ 22 ]                      |
| 21 de abril de 1999    | VII         | Joaquim Chissano             | Presidente de Moçambique                                 |                                    | [ 23 ]                      |
| 2 de outubro de 1999   | VII         | Xanana Gusmão                | Presidente do Conselho Nacional da Resistência Timorense |                                    | [ 24 ]                      |
| 8 de março de 2000     | VIII        | Fernando Henrique Cardoso    | Presidente do Brasil                                     |                                    | [ 24 ] [ 25 ]               |
| 12 de setembro de 2000 | VIII        | Juan Carlos da Espanha       | Rei de Espanha                                           |                                    | [ 24 ] [ 26 ]               |
| 5 de dezembro de 2001  | VIII        | Carlo Azeglio Ciampi         | Presidente da Itália                                     |                                    | [ 24 ] [ 27 ]               |
| 10 de julho de 2003    | IX          | Luiz Inácio Lula da Silva    | Presidente do Brasil                                     |                                    | [ 28 ]                      |
| 15 de outubro de 2004  | IX          | Joaquim Chissano             | Presidente de Moçambique                                 |                                    | [ 24 ] [ 29 ]               |
| 29 de abril de 2010    | XI          | Armando Guebuza              | Presidente de Moçambique                                 |                                    | [ 24 ] [ 30 ]               |
| 30 de novembro de 2016 | XIII        | Filipe VI de Espanha         | Rei de Espanha                                           |                                    | [ 24 ] [ 31 ] [ 32 ] [ 33 ] |
| 22 de novembro de 2018 | XIII        | João Lourenço                | Presidente de Angola                                     |                                    | [ 34 ] [ 35 ]               |
| 21 de abril de 2022    | XV          | Volodymyr Zelensky           | Presidente da Ucrânia                                    | Feito através de videoconferência. | [ 1 ] [ 2 ]                 |
| 25 de abril de 2023    | XV          | Luiz Inácio Lula da Silva    | Presidente do Brasil                                     |                                    | [ 36 ]                      |

## Polémicas
Apesar de se tratarem de chefes de Estado de países estrangeiros, várias sessões solenes de boas-vindas foram revestidas de polémica. O primeiro exemplo deu-se em 1985, quando os deputados do Partido Comunista Português e do MDP/CDE abandonaram o hemiciclo quando o Presidente dos Estados Unidos Ronald Reagan se preparava para falar, o que lhe valeu proferir a frase "As bancadas à esquerda parecem desconfortáveis".
Nas sessões solenes em que intervieram os Reis de Espanha (Juan Carlos em 2000 e Filipe VI em 2016) e o Presidente de Angola João Lourenço (em 2018), a bancada parlamentar do Bloco de Esquerda não aplaudiu as intervenções dos dois últimos, enquanto que no primeiro não esteve presente na sessão.
Mais recentemente, devido à posição do Partido Comunista Português em relação à invasão da Ucrânia pela Rússia em 2022, o partido recusou-se a comparecer à sessão solene em que o Presidente da Ucrânia Volodymyr Zelensky discursou por videoconferência.

Por ocasião do discurso de Lula da Silva, em 2023, o grupo parlamentar do Chega interrompeu várias vezes o discurso ao bater nas bancadas e a segurarem cartazes a denunciar os casos de corrupção e a posição do Presidente brasileiro sobre a Ucrânia, tendo recebido uma acessa repreensão por parte do Presidente da Assembleia da República, Augusto Santos Silva.